# Party (Beyoncé)
Party is een nummer van het vierde album 4 van Beyoncé samen met de Amerikaanse rapper André 3000. Het nummer is geschreven Kanye West, Jeff Bhasker, Beyoncé Knowles, André 3000, Consequence, Doug E. Fresh en Slick Rick en geproduceerd door Beyoncé Knowles, Kanye West en Jeff Bhasker. Het nummer is alleen uitgebracht bij Amerikaanse radiostations als de 3e single. De rest van de wereld kreeg Countdown, die in de Verenigde Staten de 4e single werd. Party was genomineerd voor Best Rap/Sung Collaboration bij de 54e Grammy Awards, maar verloor van All of the Lights van Kanye West. 
Party is een mid-tempo R&B nummer dat invloeden heeft van '80 en '90 jaren funk en soul muziek. Het nummer sampelt 'La Di Da Li' van Doug E. Fresh en MC Ricky D.

## Videoclip
Op 8 oktober 2011 was het bekendgemaakt dat de videoclip niet zou zijn voor de originele versie met André 3000, maar voor de remix met J. Cole. De video kwam uit op 21 oktober 2011. 
In de videoclip geeft Beyoncé een old-school feestje bij een zwembad. Ook is ze te zien in een trailer, waar de aan het koken is. Daarnaast is ze nog in een huis te zien met andere mensen, waaronder J. Cole. Ook haar zus Solange Knowles en haar Destiny's Child maatje Kelly Rowland komen in de video voor.

## Hitnotering
Party was alleen uitgebracht in de Verenigde Staten. Het haalde hier nummer 2 op de R&B/HipHop Chart, waar het 4 weken achter elkaar stond. Ook haalde het nummer de 28e plaats op de Airplay Chart en de 50e op de Billboard Hot 100.